# Irena Bojanowska
Irena Bojanowska – polska chemiczka specjalizująca się w chemii fizycznej i ochronie środowiska. W 2008 r. wyróżniona Nagrodą „Nauczyciel Roku im. Krzysztofa Celestyna Mrongowiusza” dla najlepszych nauczycieli akademickich Uniwersytetu Gdańskiego.
W roku 1970 ukończyła studia na Wydziale Chemii Uniwersytetu Gdańskiego. Od 1996 r. kierowniczka Zakładu Inżynierii Środowiska UG. Od 2005 r. prodziekan ds. kształcenia Wydziału Chemii UG oraz starsza wykładowczyni. W 1998 otrzymała Odznakę Honorową Polskiego Towarzystwa Chemicznego Wykłada chemię fizyczną i  ochronę środowiska w Kaszubsko-Pomorskiej Szkole Wyższej w Wejherowie
Promotorka ponad stu magistrów i osiemdziesięciorga licencjatów.